# 사카모토 이사
사카모토 이사(일본어: 坂本 一彩, 2003년 8월 26일~)는 일본의 축구 선수이다.

## 구단 경력
2022년 J1리그의 감바 오사카에 입단하였다. 2023년 J2리그의 파지아노 오카야마로 임대 이적했다.

## 국가대표팀 경력
그는 2023년 FIFA U-20 월드컵에 참가할 일본 U-20 국가대표팀에 발탁되었으며, 2경기에 출전, 1득점을 넣었다.